# 1472
Portal Geschichte | Portal Biografien | Aktuelle Ereignisse | Jahreskalender | Tagesartikel

◄ |
14. Jahrhundert |
15. Jahrhundert
| 16. Jahrhundert | ►

◄ |
1440er |
1450er |
1460er |
1470er
| 1480er | 1490er | 1500er | ►

◄◄ |
◄ |
1468 |
1469 |
1470 |
1471 |
1472
| 1473 | 1474 | 1475 | 1476 | ► | ►►
Staatsoberhäupter  · Nekrolog
| Januar | Januar | Januar | Januar | Januar | Januar | Januar | Januar |
| Kw     | Mo     | Di     | Mi     | Do     | Fr     | Sa     | So     |
| ------ | ------ | ------ | ------ | ------ | ------ | ------ | ------ |
| 1      |        |        | 1      | 2      | 3      | 4      | 5      |
| 2      | 6      | 7      | 8      | 9      | 10     | 11     | 12     |
| 3      | 13     | 14     | 15     | 16     | 17     | 18     | 19     |
| 4      | 20     | 21     | 22     | 23     | 24     | 25     | 26     |
| 5      | 27     | 28     | 29     | 30     | 31     |        |        |

| Februar | Februar | Februar | Februar | Februar | Februar | Februar | Februar |
| Kw      | Mo      | Di      | Mi      | Do      | Fr      | Sa      | So      |
| ------- | ------- | ------- | ------- | ------- | ------- | ------- | ------- |
| 5       |         |         |         |         |         | 1       | 2       |
| 6       | 3       | 4       | 5       | 6       | 7       | 8       | 9       |
| 7       | 10      | 11      | 12      | 13      | 14      | 15      | 16      |
| 8       | 17      | 18      | 19      | 20      | 21      | 22      | 23      |
| 9       | 24      | 25      | 26      | 27      | 28      | 29      |         |

| März | März | März | März | März | März | März | März |
| Kw   | Mo   | Di   | Mi   | Do   | Fr   | Sa   | So   |
| ---- | ---- | ---- | ---- | ---- | ---- | ---- | ---- |
| 9    |      |      |      |      |      |      | 1    |
| 10   | 2    | 3    | 4    | 5    | 6    | 7    | 8    |
| 11   | 9    | 10   | 11   | 12   | 13   | 14   | 15   |
| 12   | 16   | 17   | 18   | 19   | 20   | 21   | 22   |
| 13   | 23   | 24   | 25   | 26   | 27   | 28   | 29   |
| 14   | 30   | 31   |      |      |      |      |      |

| April | April | April | April | April | April | April | April |
| Kw    | Mo    | Di    | Mi    | Do    | Fr    | Sa    | So    |
| ----- | ----- | ----- | ----- | ----- | ----- | ----- | ----- |
| 14    |       |       | 1     | 2     | 3     | 4     | 5     |
| 15    | 6     | 7     | 8     | 9     | 10    | 11    | 12    |
| 16    | 13    | 14    | 15    | 16    | 17    | 18    | 19    |
| 17    | 20    | 21    | 22    | 23    | 24    | 25    | 26    |
| 18    | 27    | 28    | 29    | 30    |       |       |       |

| Mai | Mai | Mai | Mai | Mai | Mai | Mai | Mai |
| Kw  | Mo  | Di  | Mi  | Do  | Fr  | Sa  | So  |
| --- | --- | --- | --- | --- | --- | --- | --- |
| 18  |     |     |     |     | 1   | 2   | 3   |
| 19  | 4   | 5   | 6   | 7   | 8   | 9   | 10  |
| 20  | 11  | 12  | 13  | 14  | 15  | 16  | 17  |
| 21  | 18  | 19  | 20  | 21  | 22  | 23  | 24  |
| 22  | 25  | 26  | 27  | 28  | 29  | 30  | 31  |

| Juni | Juni | Juni | Juni | Juni | Juni | Juni | Juni |
| Kw   | Mo   | Di   | Mi   | Do   | Fr   | Sa   | So   |
| ---- | ---- | ---- | ---- | ---- | ---- | ---- | ---- |
| 23   | 1    | 2    | 3    | 4    | 5    | 6    | 7    |
| 24   | 8    | 9    | 10   | 11   | 12   | 13   | 14   |
| 25   | 15   | 16   | 17   | 18   | 19   | 20   | 21   |
| 26   | 22   | 23   | 24   | 25   | 26   | 27   | 28   |
| 27   | 29   | 30   |      |      |      |      |      |

| Juli | Juli | Juli | Juli | Juli | Juli | Juli | Juli |
| Kw   | Mo   | Di   | Mi   | Do   | Fr   | Sa   | So   |
| ---- | ---- | ---- | ---- | ---- | ---- | ---- | ---- |
| 27   |      |      | 1    | 2    | 3    | 4    | 5    |
| 28   | 6    | 7    | 8    | 9    | 10   | 11   | 12   |
| 29   | 13   | 14   | 15   | 16   | 17   | 18   | 19   |
| 30   | 20   | 21   | 22   | 23   | 24   | 25   | 26   |
| 31   | 27   | 28   | 29   | 30   | 31   |      |      |

| August | August | August | August | August | August | August | August |
| Kw     | Mo     | Di     | Mi     | Do     | Fr     | Sa     | So     |
| ------ | ------ | ------ | ------ | ------ | ------ | ------ | ------ |
| 31     |        |        |        |        |        | 1      | 2      |
| 32     | 3      | 4      | 5      | 6      | 7      | 8      | 9      |
| 33     | 10     | 11     | 12     | 13     | 14     | 15     | 16     |
| 34     | 17     | 18     | 19     | 20     | 21     | 22     | 23     |
| 35     | 24     | 25     | 26     | 27     | 28     | 29     | 30     |
| 36     | 31     |        |        |        |        |        |        |

| September | September | September | September | September | September | September | September |
| Kw        | Mo        | Di        | Mi        | Do        | Fr        | Sa        | So        |
| --------- | --------- | --------- | --------- | --------- | --------- | --------- | --------- |
| 36        |           | 1         | 2         | 3         | 4         | 5         | 6         |
| 37        | 7         | 8         | 9         | 10        | 11        | 12        | 13        |
| 38        | 14        | 15        | 16        | 17        | 18        | 19        | 20        |
| 39        | 21        | 22        | 23        | 24        | 25        | 26        | 27        |
| 40        | 28        | 29        | 30        |           |           |           |           |

| Oktober | Oktober | Oktober | Oktober | Oktober | Oktober | Oktober | Oktober |
| Kw      | Mo      | Di      | Mi      | Do      | Fr      | Sa      | So      |
| ------- | ------- | ------- | ------- | ------- | ------- | ------- | ------- |
| 40      |         |         |         | 1       | 2       | 3       | 4       |
| 41      | 5       | 6       | 7       | 8       | 9       | 10      | 11      |
| 42      | 12      | 13      | 14      | 15      | 16      | 17      | 18      |
| 43      | 19      | 20      | 21      | 22      | 23      | 24      | 25      |
| 44      | 26      | 27      | 28      | 29      | 30      | 31      |         |

| November | November | November | November | November | November | November | November |
| Kw       | Mo       | Di       | Mi       | Do       | Fr       | Sa       | So       |
| -------- | -------- | -------- | -------- | -------- | -------- | -------- | -------- |
| 44       |          |          |          |          |          |          | 1        |
| 45       | 2        | 3        | 4        | 5        | 6        | 7        | 8        |
| 46       | 9        | 10       | 11       | 12       | 13       | 14       | 15       |
| 47       | 16       | 17       | 18       | 19       | 20       | 21       | 22       |
| 48       | 23       | 24       | 25       | 26       | 27       | 28       | 29       |
| 49       | 30       |          |          |          |          |          |          |

| Dezember | Dezember | Dezember | Dezember | Dezember | Dezember | Dezember | Dezember |
| Kw       | Mo       | Di       | Mi       | Do       | Fr       | Sa       | So       |
| -------- | -------- | -------- | -------- | -------- | -------- | -------- | -------- |
| 49       |          | 1        | 2        | 3        | 4        | 5        | 6        |
| 50       | 7        | 8        | 9        | 10       | 11       | 12       | 13       |
| 51       | 14       | 15       | 16       | 17       | 18       | 19       | 20       |
| 52       | 21       | 22       | 23       | 24       | 25       | 26       | 27       |
| 53       | 28       | 29       | 30       | 31       |          |          |          |

| Januar | Januar | Januar | Januar | Januar | Januar | Januar | Januar |
| Kw     | Mo     | Di     | Mi     | Do     | Fr     | Sa     | So     |
| ------ | ------ | ------ | ------ | ------ | ------ | ------ | ------ |
| 1      |        |        | 1      | 2      | 3      | 4      | 5      |
| 2      | 6      | 7      | 8      | 9      | 10     | 11     | 12     |
| 3      | 13     | 14     | 15     | 16     | 17     | 18     | 19     |
| 4      | 20     | 21     | 22     | 23     | 24     | 25     | 26     |
| 5      | 27     | 28     | 29     | 30     | 31     |        |        |

| Februar | Februar | Februar | Februar | Februar | Februar | Februar | Februar |
| Kw      | Mo      | Di      | Mi      | Do      | Fr      | Sa      | So      |
| ------- | ------- | ------- | ------- | ------- | ------- | ------- | ------- |
| 5       |         |         |         |         |         | 1       | 2       |
| 6       | 3       | 4       | 5       | 6       | 7       | 8       | 9       |
| 7       | 10      | 11      | 12      | 13      | 14      | 15      | 16      |
| 8       | 17      | 18      | 19      | 20      | 21      | 22      | 23      |
| 9       | 24      | 25      | 26      | 27      | 28      | 29      |         |

| März | März | März | März | März | März | März | März |
| Kw   | Mo   | Di   | Mi   | Do   | Fr   | Sa   | So   |
| ---- | ---- | ---- | ---- | ---- | ---- | ---- | ---- |
| 9    |      |      |      |      |      |      | 1    |
| 10   | 2    | 3    | 4    | 5    | 6    | 7    | 8    |
| 11   | 9    | 10   | 11   | 12   | 13   | 14   | 15   |
| 12   | 16   | 17   | 18   | 19   | 20   | 21   | 22   |
| 13   | 23   | 24   | 25   | 26   | 27   | 28   | 29   |
| 14   | 30   | 31   |      |      |      |      |      |

| April | April | April | April | April | April | April | April |
| Kw    | Mo    | Di    | Mi    | Do    | Fr    | Sa    | So    |
| ----- | ----- | ----- | ----- | ----- | ----- | ----- | ----- |
| 14    |       |       | 1     | 2     | 3     | 4     | 5     |
| 15    | 6     | 7     | 8     | 9     | 10    | 11    | 12    |
| 16    | 13    | 14    | 15    | 16    | 17    | 18    | 19    |
| 17    | 20    | 21    | 22    | 23    | 24    | 25    | 26    |
| 18    | 27    | 28    | 29    | 30    |       |       |       |

| Mai | Mai | Mai | Mai | Mai | Mai | Mai | Mai |
| Kw  | Mo  | Di  | Mi  | Do  | Fr  | Sa  | So  |
| --- | --- | --- | --- | --- | --- | --- | --- |
| 18  |     |     |     |     | 1   | 2   | 3   |
| 19  | 4   | 5   | 6   | 7   | 8   | 9   | 10  |
| 20  | 11  | 12  | 13  | 14  | 15  | 16  | 17  |
| 21  | 18  | 19  | 20  | 21  | 22  | 23  | 24  |
| 22  | 25  | 26  | 27  | 28  | 29  | 30  | 31  |

| Juni | Juni | Juni | Juni | Juni | Juni | Juni | Juni |
| Kw   | Mo   | Di   | Mi   | Do   | Fr   | Sa   | So   |
| ---- | ---- | ---- | ---- | ---- | ---- | ---- | ---- |
| 23   | 1    | 2    | 3    | 4    | 5    | 6    | 7    |
| 24   | 8    | 9    | 10   | 11   | 12   | 13   | 14   |
| 25   | 15   | 16   | 17   | 18   | 19   | 20   | 21   |
| 26   | 22   | 23   | 24   | 25   | 26   | 27   | 28   |
| 27   | 29   | 30   |      |      |      |      |      |

| Juli | Juli | Juli | Juli | Juli | Juli | Juli | Juli |
| Kw   | Mo   | Di   | Mi   | Do   | Fr   | Sa   | So   |
| ---- | ---- | ---- | ---- | ---- | ---- | ---- | ---- |
| 27   |      |      | 1    | 2    | 3    | 4    | 5    |
| 28   | 6    | 7    | 8    | 9    | 10   | 11   | 12   |
| 29   | 13   | 14   | 15   | 16   | 17   | 18   | 19   |
| 30   | 20   | 21   | 22   | 23   | 24   | 25   | 26   |
| 31   | 27   | 28   | 29   | 30   | 31   |      |      |

| August | August | August | August | August | August | August | August |
| Kw     | Mo     | Di     | Mi     | Do     | Fr     | Sa     | So     |
| ------ | ------ | ------ | ------ | ------ | ------ | ------ | ------ |
| 31     |        |        |        |        |        | 1      | 2      |
| 32     | 3      | 4      | 5      | 6      | 7      | 8      | 9      |
| 33     | 10     | 11     | 12     | 13     | 14     | 15     | 16     |
| 34     | 17     | 18     | 19     | 20     | 21     | 22     | 23     |
| 35     | 24     | 25     | 26     | 27     | 28     | 29     | 30     |
| 36     | 31     |        |        |        |        |        |        |

| September | September | September | September | September | September | September | September |
| Kw        | Mo        | Di        | Mi        | Do        | Fr        | Sa        | So        |
| --------- | --------- | --------- | --------- | --------- | --------- | --------- | --------- |
| 36        |           | 1         | 2         | 3         | 4         | 5         | 6         |
| 37        | 7         | 8         | 9         | 10        | 11        | 12        | 13        |
| 38        | 14        | 15        | 16        | 17        | 18        | 19        | 20        |
| 39        | 21        | 22        | 23        | 24        | 25        | 26        | 27        |
| 40        | 28        | 29        | 30        |           |           |           |           |

| Oktober | Oktober | Oktober | Oktober | Oktober | Oktober | Oktober | Oktober |
| Kw      | Mo      | Di      | Mi      | Do      | Fr      | Sa      | So      |
| ------- | ------- | ------- | ------- | ------- | ------- | ------- | ------- |
| 40      |         |         |         | 1       | 2       | 3       | 4       |
| 41      | 5       | 6       | 7       | 8       | 9       | 10      | 11      |
| 42      | 12      | 13      | 14      | 15      | 16      | 17      | 18      |
| 43      | 19      | 20      | 21      | 22      | 23      | 24      | 25      |
| 44      | 26      | 27      | 28      | 29      | 30      | 31      |         |

| November | November | November | November | November | November | November | November |
| Kw       | Mo       | Di       | Mi       | Do       | Fr       | Sa       | So       |
| -------- | -------- | -------- | -------- | -------- | -------- | -------- | -------- |
| 44       |          |          |          |          |          |          | 1        |
| 45       | 2        | 3        | 4        | 5        | 6        | 7        | 8        |
| 46       | 9        | 10       | 11       | 12       | 13       | 14       | 15       |
| 47       | 16       | 17       | 18       | 19       | 20       | 21       | 22       |
| 48       | 23       | 24       | 25       | 26       | 27       | 28       | 29       |
| 49       | 30       |          |          |          |          |          |          |

| Dezember | Dezember | Dezember | Dezember | Dezember | Dezember | Dezember | Dezember |
| Kw       | Mo       | Di       | Mi       | Do       | Fr       | Sa       | So       |
| -------- | -------- | -------- | -------- | -------- | -------- | -------- | -------- |
| 49       |          | 1        | 2        | 3        | 4        | 5        | 6        |
| 50       | 7        | 8        | 9        | 10       | 11       | 12       | 13       |
| 51       | 14       | 15       | 16       | 17       | 18       | 19       | 20       |
| 52       | 21       | 22       | 23       | 24       | 25       | 26       | 27       |
| 53       | 28       | 29       | 30       | 31       |          |          |          |

## Ereignisse

### Politik und Weltgeschehen

#### Entdeckungsfahrten
Die portugiesischen Seefahrer João de Santarém und Pedro Escobar erreichen am 1. Januar die im Golf von Guinea nahe dem Äquator gelegene Insel Annobón. Am 17. Januar erreichen sie die heutige Insel Príncipe, die sie zunächst São Antão taufen. Die beiden reisen im Auftrag des Kaufmanns Fernão Gomes, welcher vom portugiesischen König Alfons V. das Recht erworben hat, jährlich 100 Leguas afrikanischer Küste im Namen der portugiesischen Krone, jedoch auf eigene Kosten, zu erkunden.
Rui de Sequeira entdeckt das heutige Lagos, Nigeria.

#### Heiliges Römisches Reich
Die am Rhein gelegenen Orte Linz, Unkel, Erpel, Honnef, Königswinter, Oberkassel, Leutesdorf, Ober- und Niederhammerstein sowie Hönningen, Remagen und Mehlem schließen die Linzer Eintracht. Das Bündnis sieht gegenseitige Unterstützung im Kriegs- und Katastrophenfall vor.

#### Großfürstentum Moskau

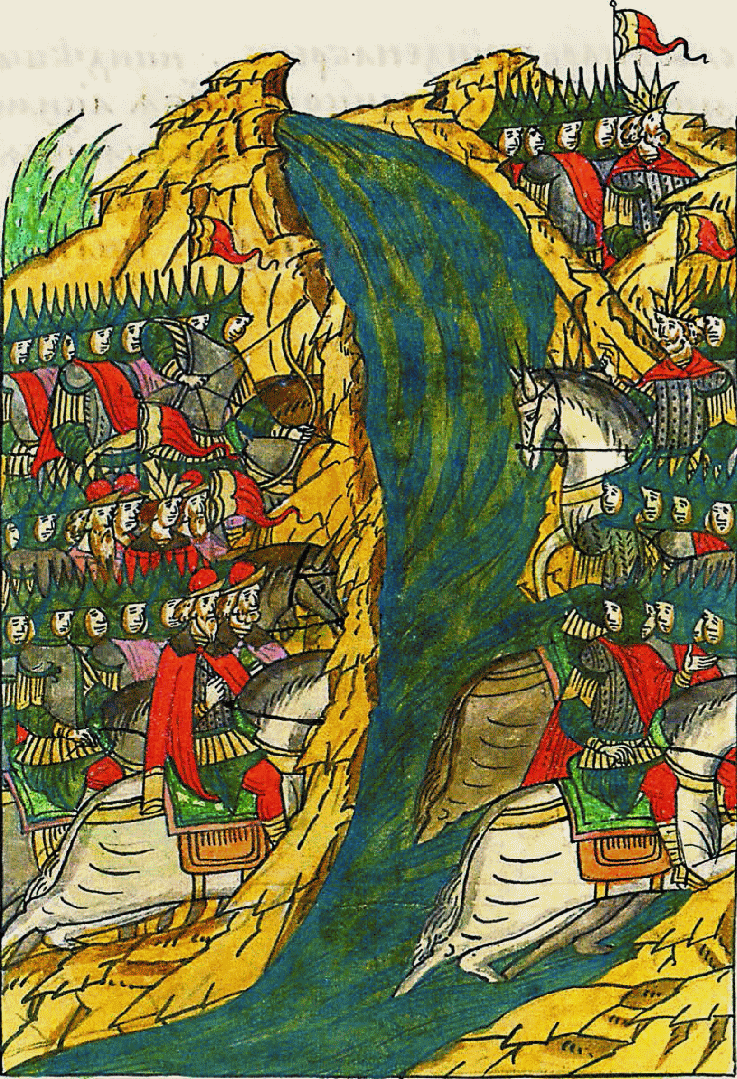
Schlacht bei Alexin in der Illustrierten Chronik Iwans IV.

Zwischen dem 29. und dem 31. Juli ereignet sich die Schlacht von Alexin. Das Großfürstentum Moskau wehrt einen Feldzug Akhmat Khans, des Khans der Großen Horde ab. Die Tributzahlungen werden eingestellt. Dieses Ereignis wird von manchen Historikern als das Ende der Tatarenherrschaft über Russland angesehen.
Der Moskauer Großfürst Iwan III. heiratet auf Vermittlung des Papstes die byzantinische Prinzessin Zoe. Der Brautzug setzt sich am 24. Juli von Rom aus in Bewegung und enthält unter anderem auch griechische Beauftragte der Brüder Sofias und einen Legat des Papstes. Sie erreichen am 11. Oktober Pskow und bleiben sieben Tage dort, bevor sie nach Nowgorod weiterziehen, das sie am 25. Oktober erreichen. Der Brautzug setzt sich am 30. Oktober weiter Richtung Moskau in Bewegung. Kurz vor Moskau ereignet sich ein Zwischenfall: Der Legat des Papstes trägt ein lateinisches Kreuz vor sich her, was vom Metropoliten Philipp letztlich untersagt wird. Der Tross zieht am 12. November in die Stadt ein. Der Moskauer Metropolit traut Iwan III. und Zoe nach orthodoxem Zeremoniell in der hölzernen Kirche Maria Himmelfahrt. Anschließend ändert Zoe ihren Namen in Sophia.

### Wirtschaft

#### Geld- und Bankenwesen

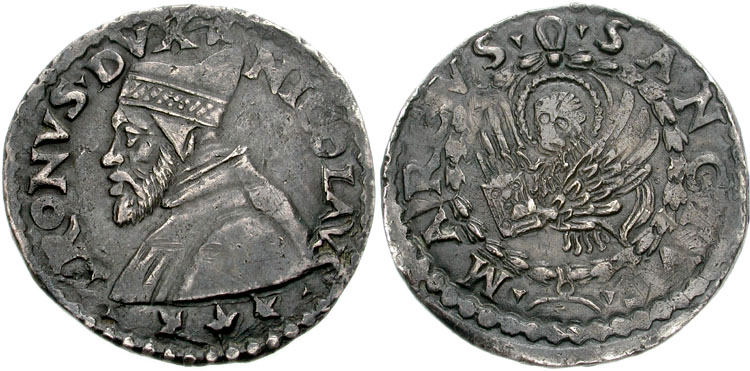
Lira Tron

- 13. Mai: Der venezianische Doge Niccolò Tron reformiert das Münzsystem der Republik und führt die Lira Tron ein.

In Siena wird die spätere Bank Monte dei Paschi di Siena als Leihhaus Monte di Pietà gegründet. Sie ist heute die älteste noch existierende Bank der Welt.

#### Handwerk, Produktion und Handel
Die Solinger Schwertschmiede erhalten am 25. November ein Zunftprivileg: Dies wird zur Grundlage der später weltberühmten Solinger Waffen.

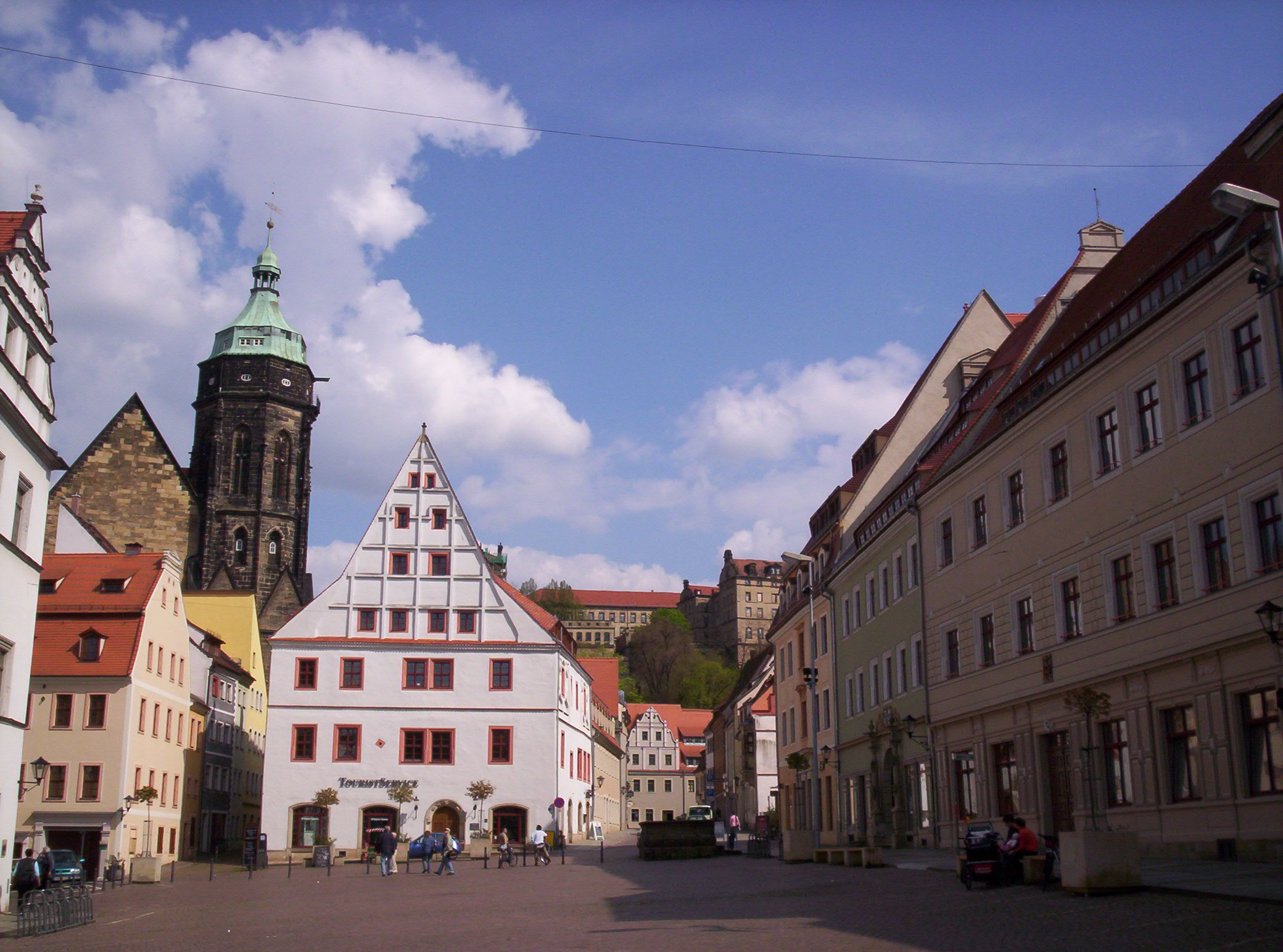
Marktplatz in Pirna mit der Kirche St. Marien, dem Canalettohaus und rechts dem Haus Nr. 10, 1472–1686 Sitz der Eisenkammer

Im Kurfürstentum Sachsen wird die Eisenkammer Pirna gegründet, deren Aufgabe es ist, die in ihrem Zuständigkeitsbereich, dem sogenannten Pirnaer Eisenrevier, gewonnenen Eisenerzeugnisse zu vertreiben bzw. zuzuteilen. Ihren Sitz hat sie im Haus am Markt 10, dem heutigen Stadthaus, in der Altstadt.

### Wissenschaft und Technik

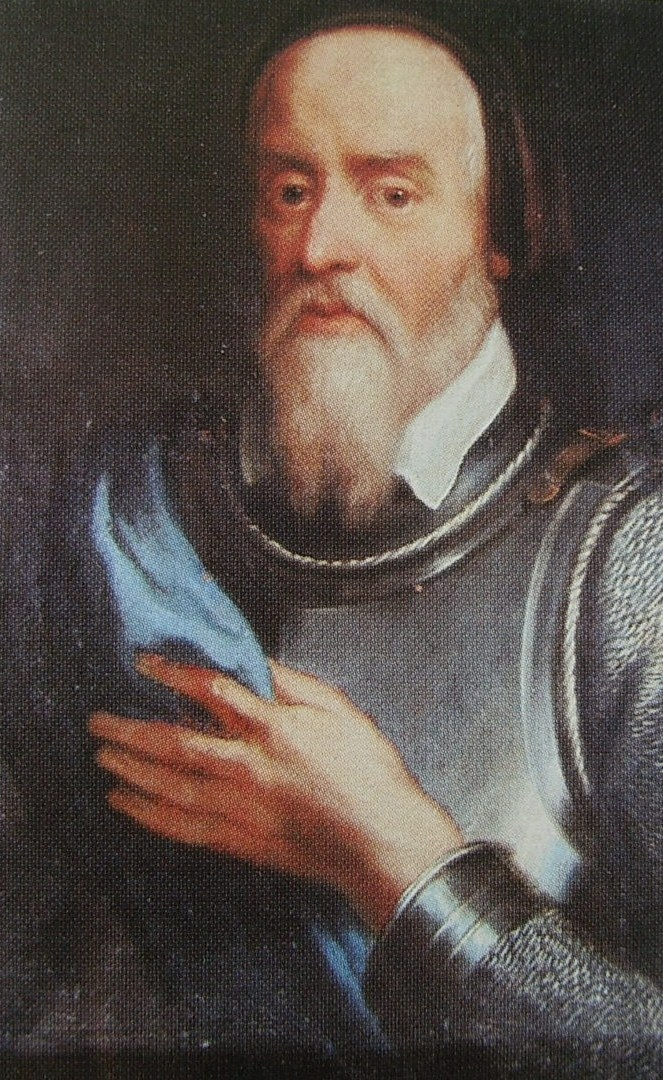
Ludwig der Reiche

Herzog Ludwig der Reiche von Niederbayern gründet in Ingolstadt mit päpstlicher Genehmigung, dem so genannten Privileg, die Universität Ingolstadt, die spätere Ludwig-Maximilians-Universität München, als erste bayerische Universität. Sie wird mit vier Fakultäten im sogenannten Pfründnerhaus eingerichtet.

### Kultur
Die Schwabacher Schrift wird vermutlich erstmals von Johann Bämler in einem Augsburger Wiegendruck verwendet.

### Gesellschaft

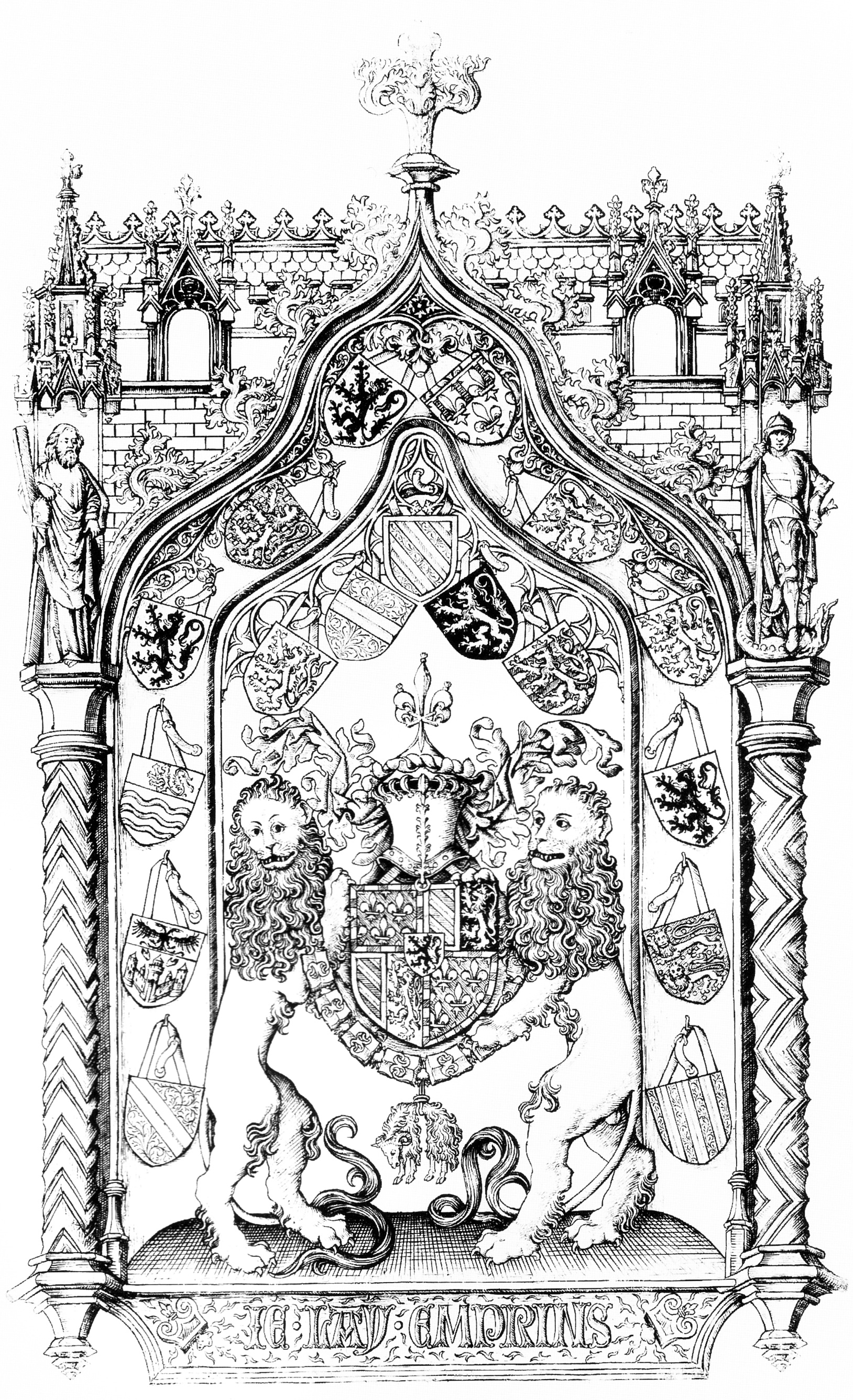
Wappentafel Karls des Kühnen 1472

### Natur und Umwelt
Der Große Komet C/1471 Y1 ist seit Ende des Vorjahres weltweit mit bloßem Auge sichtbar. Der Komet erreicht am 23. Januar eine Helligkeit von −3 mag. Nach seinem Vorbeigang an der Erde verblasst er wieder und im Laufe des Februars enden dann die weltweiten Beobachtungen, bevor der Komet durch seinen sonnennächsten Punkt geht.

## Geboren

### Geburtsdatum gesichert

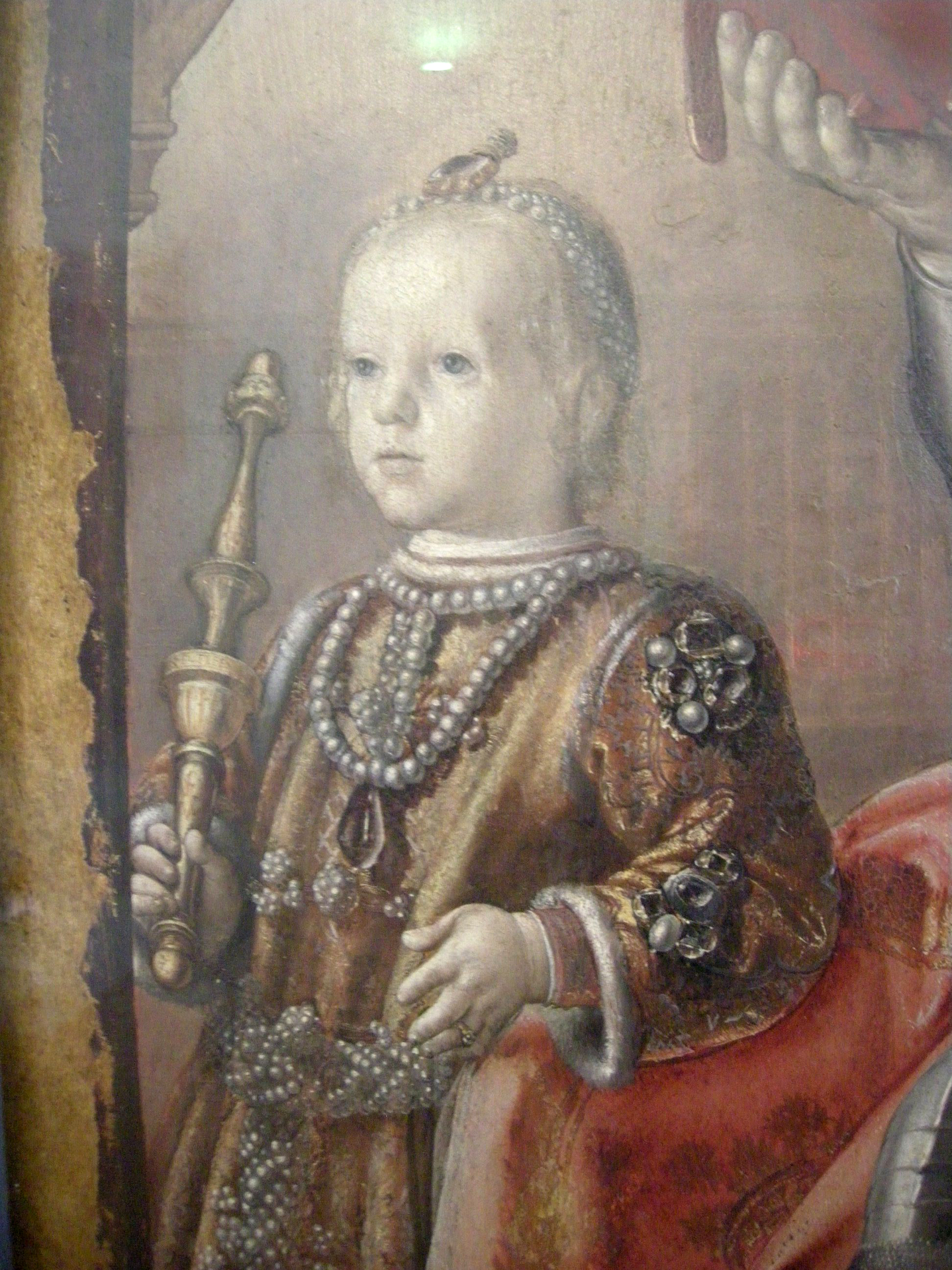
Guidobaldo da Montefeltro als Kind

- 17. Januar: Guidobaldo I. da Montefeltro, Herzog von Urbino († 1508)

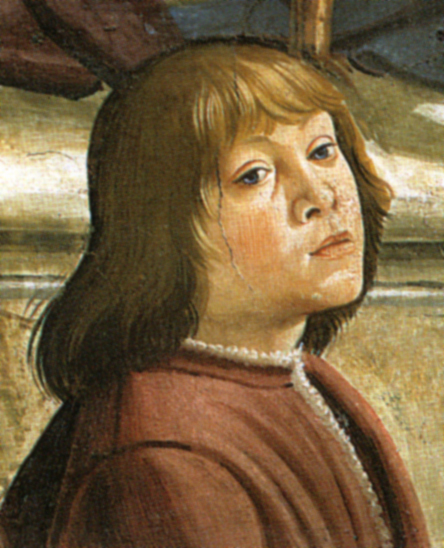
Piero de Medici als Jugendlicher

- 15. Februar: Piero di Lorenzo de’ Medici, Herrscher von Florenz († 1503)
- 28. März: Fra Bartolommeo, Maler der Florentiner Schule († 1517)
- 05. April: Bianca Maria Sforza, Erzherzogin von Österreich und Kaiserin des Heiligen Römischen Reichs († 1510)
- 16. Mai: Juan Pardo de Tavera, Erzbischof von Toledo und spanischer Großinquisitor († 1545)
- 31. Mai: Erard de La Marck, Fürstbischof von Lüttich, Bischof von Chartres und Erzbischof von Valencia († 1538)
- 14. Juni: Jakob Feer, Luzerner Patrizier († 1541)
- 11. August: Nikolaus von Schönberg, Erzbischof von Capua und Gesandter des Papstes († 1537)
- 01. Oktober: Filippo Beroaldo der Jüngere, italienischer Philologe, Dichter und Bibliothekar († 1518)

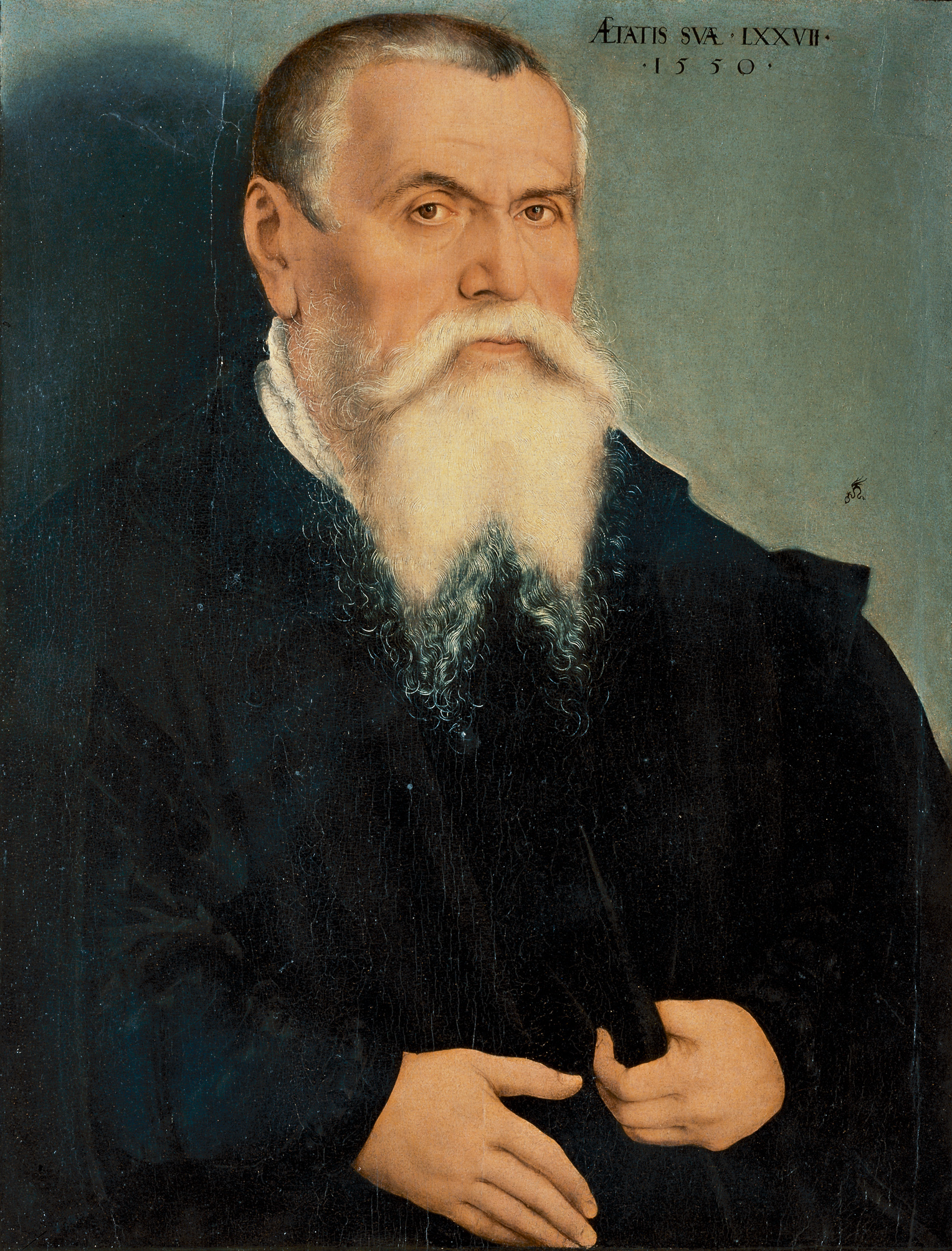
Lucas Cranach der Ältere

- 04. Oktober (unsicher): Lucas Cranach der Ältere, deutscher Maler und Grafiker († 1553)
- 20. Oktober: Johann Ludwig, Graf von Nassau-Saarbrücken († 1545)
- 24. November: Pietro Torrigiano, Florentiner Bildhauer und Medailleur († 1528)
- 10. Dezember: Anne Mowbray, 8. Countess of Norfolk, englische Adelige († 1481)

### Genaues Geburtsdatum unbekannt
- Johann Böschenstein, deutscher Hebraist, Kirchenlieddichter und Mathematiker († 1540)
- Erich II. von Sachsen-Lauenburg, Bischof von Hildesheim und Münster († 1522)
- Hans Gallizian, Basler Unternehmer und Ratsherr († 1524)
- Alfonsina Orsini, italienische Adelige und Stadtherrin von Florenz († 1520)
- Raffaele Petrucci, italienischer Kardinal und Gouverneur von Siena († 1522)
- Edmund de la Pole, 3. Duke of Suffolk, englischer Adeliger und Thronaspirant († 1513)
- Ramathibodi II., Herrscher des siamesischen Königreichs von Ayutthaya († 1529)
- Pedro Luis de Borja Llançol de Romaní, Erzbischof von Valencia († 1511)
- Wang Shouren, chinesischer neokonfuzianischer Philosoph († 1529)

### Geboren um 1472
- Piers Edgcumbe, englischer Adeliger, Politiker und Militär († 1539)
- Albrecht van Loo, niederländischer Politiker († 1525)
- Diego Méndez, spanischer Seefahrer und Konquistador († 1536)
- Christoph Schappeler, St. Gallener reformierter Theologe und Bauernführer († 1551)
- 1472/73: Heinrich Bebel, deutscher Humanist († 1518)
- 1472/75: Martin Waldseemüller, deutscher Kartograph († 1520)

## Gestorben

### Erstes Halbjahr
- 09. Januar: Hans Pleydenwurff, deutscher Maler (* um 1420)
- 30. März: Amadeus IX., Herzog von Savoyen (* 1435)
- 31. März: Kraft V. von Hohenlohe-Weikersheim, Reichsgraf von Ziegenhain und Nidda (* um 1416)
- 25. April: Leon Battista Alberti, italienischer Architekt und Humanist (* 1404)
- 25. April: Jacques de Villiers de L’Isle-Adam, französischer Adliger und Militär (* um 1420)
- 24. Mai: Charles de Valois, duc de Berry, französischer Adeliger (* 1446)
- 30. Mai: Jacquetta von Luxemburg, englische Adelige (* um 1415)
- 04. Juni: Nezahualcóyotl, Herrscher im präkolumbischen Mesoamerika (* 1402)
- 08. Juni: Henry FitzHugh, 5. Baron FitzHugh, englischer Adliger (* 1429)
- 21. Juni: Johannes III. von Asel, Bischof von Verden (* 1380)
- 23. Juni: Guillaume Juvénal des Ursins, Kanzler von Frankreich (* 1400)
- 24. Juni: Barbara von Bayern, bayerische Adelige und Klarissin in München (* 1454)

### Zweites Halbjahr

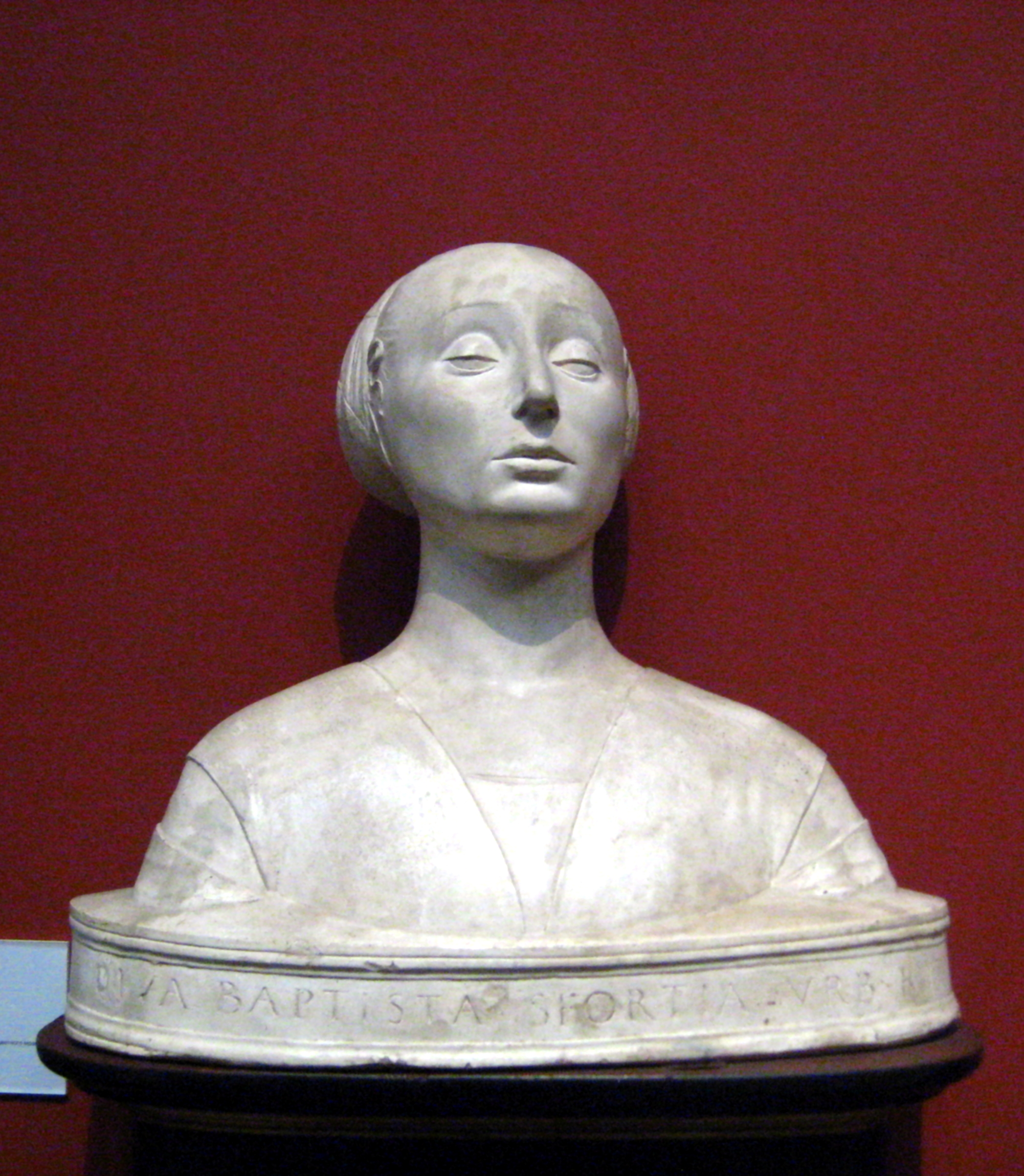
Büste der Battista Sforza

- 06. Juli: Battista Sforza, Herzogin von Urbino (* um 1446)
- 15. Juli: Balthasar, Herzog von Sagan und Söldnerführer
- 25. Juli: Charles d’Artois, Graf von Eu (* 1394)
- 25. Juli: Gaston IV., Graf von Foix und Bigorre, Vizegraf von Béarn, Marsan, und Castelbon sowie Co-Herr von Andorra, außerdem Vizegraf von Narbonne (* 1423)
- 25. Juli: Johann III., Graf von Nassau-Saarbrücken (* 1423)
- 09. August: Johann Vitez, kroatischer Humanist, Bischof von Großwardein und Erzbischof von Gran (* 1408)
- 000August: Gregor Heimburg, deutscher Humanist und Staatsmann
- 11. September: Giovanni Arnolfini, italienischer Kaufmann (* um 1400)
- 07. Oktober: Michelozzo di Bartolommeo, Florentiner Bildhauer und Architekt (* 1396)
- 08. November: Johann II. von Rosenberg, böhmischer Adeliger aus dem Geschlecht der Rosenberger, Oberhauptmann in Schlesien und höchster böhmischer Kämmerer (* 1434)
- 18. November: Bessarion, byzantinischer Theologe und Humanist, Kardinal und (Titular-)Patriarch von Konstantinopel und griechischer Gelehrter (* 1403)

### Genaues Todesdatum unbekannt
- Henry FitzHugh, 5. Baron FitzHugh, englischer Adeliger (* 1429)